# Bert Wassenaar
G.E. (Bert) Wassenaar (1957), is sinds 1 maart 2022 Kanselier der Huisorden. Wassenaar, kolonel der Marechaussee buiten dienst, was van 1996 tot 1 december 2021 stalmeester van de Koning(in). Hij volgde als stalmeester kolonel der Marechaussee H. van den Hout op. Wassenaar was toen al adjudant en als zodanig lid van het Militair Huis van Z.M. de Koning. Hij is woonachtig in Amstelveen.

## Paardensport
Wassenaar zet zich op diverse terreinen in voor de paardensport. Zo is hij lid van de Raad van Commissarissen van het Springpaardenfonds, voorzitter van de afdeling Den Haag van de Stichting Paardrijden voor Gehandicapten en voorzitter van het Koninklijke Vereniging Het Friesch Paarden-Stamboek (KFPS). Ook was hij voorzitter van de Militaire Ruitersportvereniging "Te Paard!".
Kolonel Wassenaar is een van de weinige ruiters die zowel het "Nationale Vijfkampkruis van de Nederlandse Sport Federatie in de olympische moderne vijfkamp" als het "Militair Ruiterbewijs in Goud" behaalden.